# Semiothisa lineata
Semiothisa lineata är en fjärilsart som beskrevs av W. Warren 1899. Semiothisa lineata ingår i släktet Semiothisa och familjen mätare. Inga underarter finns listade i Catalogue of Life.